# Le Boucher des Hurlus
Le Boucher des Hurlus est le dix-neuvième roman policier de Jean Amila paru dans la collection Série noire avec le numéro 1881 en 1982.

## Résumé
Juste après la Première Guerre mondiale, Michou, huit ans, est le fils d’un soldat mutin, fusillé pour l’exemple. Sa mère est victime de moqueries et de vexations de la part des autres femmes de son quartier et est bientôt internée, Michou étant placé à l'orphelinat.
Michou et trois autres gamins, orphelins comme lui, décident de se venger. Alors que sévit la grippe espagnole, ils partent sur les champs de bataille pour tuer le général Des Gringues, responsable de la mort de leurs pères…
Le roman est rédigé du point de vue de Michou.

## Éditions
Le roman est publié dans la Série noire avec le numéro 1881 en 1982. Il est réédité dans la collection Folio policier avec le numéro 190 en 2001.  

## Adaptation
Le roman est adapté au cinéma en 1996 avec le titre Sortez des rangs par Jean-Denis Robert.

## Autour du livre
Hurlus est une ancienne commune de la Marne anéantie pendant la guerre.
Le roman de Didier Daeninckx Le Der des ders est inspiré par Le Boucher des Hurlus.  
Jean-Pierre Deloux qualifie Le Boucher des Hurlus comme étant « un des chefs-d’œuvre de l’auteur » et Claude Mesplède comme « Un récit très noir servi par une écriture qui rappelle souvent cele de Guy de Maupassant lorsqu'il décrivait lui, les stupidités de la guerre de 1870 ».

## Sources
- Polar revue trimestrielle no 16, octobre 1995
- Claude Mesplède, Les Années Série noire vol.5 (1982-1995), Encrage « Travaux » no 36, page 18, 2000
- Thierry Maricourt, Histoire de la littérature libertaire en France, Albin Michel, 1990
- Thierry Maricourt, Dictionnaire des auteurs prolétariens, Encrage, 1995
- Amila bouscule encore